# Nomen actionis
Nomen actionis (pluralis nomina actionis) är ett verbalsubstantiv som betecknar själva verbhandlingen eller processen, till exempel rodd (av verbet ro), samt tvetydiga ord, såsom arbete (av verbet arbeta), vilket både är nomen actionis och nomen resultatis (resultatet av handlandet).
Eftersom substantivet här är synonymt med verbet kan det användas i så kallade nominaliseringar, till exempel ”de städade lägenheten” – ”deras städning av lägenheten”.